# Darcy Robinson
Darcy Anthony Robinson (Kamloops, 3 maggio 1981 – Asiago, 27 settembre 2007) è stato un hockeista su ghiaccio canadese naturalizzato italiano.
Era un difensore di stecca destra.

## Carriera
L'esordio nelle serie giovanili canadesi fu con i Saskatoon Blades, nella Western Hockey League, nel 1997. In tre stagioni e parte della quarta raccolse 210 presenze in stagione regolare (oltre a 14 nei play-off) e fu scelto dai Pittsburgh Penguins (8º giro, 233ª scelta assoluta). Tuttavia, non indossò mai la casacca della squadra NHL. Terminò la stagione 2000-2001 ancora in WHL con i Red Deer Rebels (con cui vinse il titolo WHL e la Memorial Cup), per poi dividersi nelle stagioni successive tra Wheeling Nailers (ECHL) e Wilkes-Barre/Scranton Penguins (AHL).
Nel 2005 approdò in Italia, all'Asiago Hockey, fortemente voluto dal tecnico Tony Martino, insieme al fratello Ryan. Qui mise in mostra il suo hockey molto fisico: 111 minuti di penalità nelle 40 partite della prima stagione, 66 nella seconda (26 partite giocate, in una stagione segnata da un infortunio a un'anca).
Avendo il passaporto italiano (la mamma era italiana), e avendo giocato per due stagioni in Italia, Robinson era eleggibile per la Nazionale italiana. Il ct Mickey Goulet lo convocò nel febbraio 2007 in occasione di una tappa dell'Euro Ice Hockey Challenge, ma non lo schierò mai.
Durante la prima partita della stagione 2007-08 fra Asiago e Renon, al 3'49" del primo tempo, Robinson si accasciò al suolo privo di sensi. A nulla valse il rapido intervento dei sanitari: Robinson morì all'ospedale di Asiago pochi minuti dopo il suo arrivo. In un primo momento si pensò ad un infarto, due giorni dopo venne avanzata l'ipotesi di un aneurisma, ma l'autopsia ordinata dalla procura di Bassano del Grappa ha smentito entrambe le ipotesi. Soltanto dopo un'attesa di oltre sette mesi, il 13 maggio 2008 furono resi noti i risultati di una perizia più approfondita: fu escluso l'uso di sostanze dopanti e si stabilì la causa del decesso in una cardiomiopatia aritmogena ventricolare destra, che ha origine genetica ed è difficilmente riscontrabile dalle analisi.

## Palmarès

### Giovanili
- Ed Chynoweth Cup: 1

Red Deer Rebels: 2000-2001
- Memorial Cup: 1

Red Deer Rebels: 2001